# Ruhans
Ruhans é uma comuna francesa na região administrativa de Borgonha-Franco-Condado, no departamento de Alto Sona. Estende-se por uma área de 4,95 km². Em 2010 a comuna tinha 156 habitantes (densidade: 31,5 hab./km²).